# Блогер (фильм)
«Блогер» — фильм в жанре «роуд-муви» Дмитрия Ефремова и Сергея Угольникова, автора книги «Элита тусуется по Фрейду». В 2012 году фильм получил специальную награду «Надежда на спасение» на международном фестивале фильмов ужасов «Капля». Самими авторами фильм рассматривается как социокультурный феномен. Премьера фильма состоялась в «Зверевском центре» 2012, 21, 12, в 21.12

О сюжете фильма сам режиссёр говорит следующее:
Идеи фильмов получаются из ерунды. Тот же «Блогер» случился из-за того, что однажды протянула мне девушка визитку «такая-то, такая, блогер». Дальше некуда, у людей появилась самоатрибуция, примерно как корочки «Я — идиот» на Арбате девяностых, только здесь всерьёз. Деградация пошла семимильными шагами, пора запускать проект.
Краткий пересказ фильма на Кинопоиске следующий: «Блогер» мистический детектив, в котором поиск безжалостного убийцы из социальных сетей превращается в поиск смысла в происходящей реальности. Измена и предательство, насилие и жестокость, которым подвергаются герои, переносится ими на окружающую действительность. Поиск скрытых мотивов в происходящем, «потайной комнаты» в которой содержатся ответы на все вопросы, приводит к противоположному результату. Изменяется сама реальность, наполняясь бессознательными комплексами как исследователей, так и множества пользователей реальности виртуальной. Империя интернета, наполненная убийцами и садистами, маньяками и подонками, наносит ответный удар, не оставляя возможности убежать от себя.
По мнению обозревателя сайта Liberty.ru Якова Шустова, «Фильм содержит много смыслов, как дорогая матрешка. Глядя на батюшку „оборотня в рясе“, в исполнении Андрея Езерова, возникают ассоциации и с патриархом Тихоном, и с Анатолием Тишиным, и вообще со всей хтонической историей Православия. То есть простота фильма „сделанного на коленке“ оборачивается воровством гегемонии у самых профессиональных философских структур».
Мистический детектив был снят в период президентства Д. А. Медведева, поэтому в нём присутствуют отсылки к множеству актуальных событий того периода, как то авария на Фукусимской АЭС или бутылка шампанского с этикеткой «ОВД „Дальний“».
В фильме использованы композиции групп «Вася Ложкин и какие-то люди», «Палево», «Церковь Детства», «Соломенные Еноты»